# Le sacre du printemps
Le Sacre du printemps (dansk: Forårsofret) er en ballet med musik af den russiske komponist Igor Stravinskij, førsteopført i d. 29 maj 1913 i Paris. 
Den oprindelige koreografi var af Vatslav Nizjinskij og scenografi og kostumer af Nikolaj Rerikh.
Den russiske titel (Весна священная, Vesna svjaščennaja) betyder helligt forår.
Le Sacre du printemps er en serie af 13 tableauer i to sektioner, som viser et hedensk forårsritual, hvor en jomfru udvælges blandt stammens unge kvinder og ofres til foråret. Offeret foregår ved, at hun danser sig til døde.